# Легенды перуанских индейцев (мультфильм)
«Легенды перуанских индейцев» — советский короткометражный мультипликационный фильм 1978 года, выпущенный студией «Союзмультфильм» и рассказывающий о легендах индейцев из Перу, живших около 1800 лет тому назад. Первый фильм из серии «этнографических фильмов» Владимира Пекаря.
Замысел фильма появился после того, как режиссёр увидел фотографии рисунков древних перуанцев, присланных в сценарный отдел «Союзмультфильма» из Ленинграда. Приехав в Ленинград и встретившись с молодым учёным из Института этнографии Юрием Берёзкиным, приславшим на студию фотографии, В. Пекарь познакомился с вариантами мифов, сделанными на основе расшифровки древних рисунков индейцев мочика (моче). После этого была начата работа над сценарием фильма.

## Сюжет
Мир, в котором происходит действие, поделён на обитателей неба (богов) и обитателей земли (людей). Но были также и полубоги — братья-близнецы, воспитанники мудрой лягушки. После долгих учений они отправились к людям с целью обучить их ремёслам и земледелию.
Однажды мир людей подвергся нападению со стороны чудовищ суши во главе со страшным двухголовым зверем Рикуаем. Братья тут же встали на защиту смерти и дали зловещим монстрам отпор. Спастись от неравного боя удалось только Рикуаю: он обратился в бегство и спрятался на Луне. Для людей нависла новая опасность — чудища моря, с которыми близнецы также разделываются. С исчезновением врагов на земле наступил мир и порядок.
Спустя некоторое время, Рикуай решил отомстить людям и погубить близнецов. Однажды, когда старшего брата не было, зверь отправил к младшему хитрую сороконожку, которая подстрекает полубога отомстить неблагодарным людям за то, что он для них сделал. Сороконожка приводит младшего брата к злой колдунье. Та советует подарить людям оружие. Поверив старухе, младший брат так и делает. Люди, получившие оружие, решают, что они непобедимы. Однако оружие было волшебным, возомнило себя равным человеку и принялось уничтожать своих хозяев. В мире людей вновь воцарился хаос. Старший брат, увидев это, призвал на помощь богов. Обитатели неба услышали его и спустились на землю. Оружие было уничтожено, злая колдунья сброшена в пропасть, а зверь Рикуай опять спрятался на луне, оставив на ней характерные пятна. Младший брат в наказание стал поддерживать небесный свод.
После того, как наступил порядок, боги больше никогда не спускались с небес. Люди вернулись к своим привычным занятиям. Но многим из них память о волшебном оружии не давала покоя. Некоторые даже пытались найти осколки, чтобы воссоздать его.
Старший брат решил покинуть мир людей. Многие верят, что однажды он когда-нибудь вернётся, и человечество поистине заживёт счастливо.

## Создатели мультфильма
- Автор сценария: М. Родионов
- Консультант: Юрий Берёзкин
- Автор текста: Владимир Валуцкий
- Режиссёр: Владимир Пекарь
- Художник-постановщик: Татьяна Колюшева
- Композитор: Эдуард Артемьев при участии ансамбля «Бумеранг» под управлением Юрия Богданова
- Текст за кадром: Владимир Басов
- Оператор: Кабул Расулов
- Звукооператор: Борис Фильчиков
- Редактор: Наталья Абрамова
- Художники:
  - Юрий Батанин
  - Виолетта Колесникова
  - Татьяна Фадеева
  - Анатолий Абаренов
  - Александр Горленко
  - Марина Рогова
  - Владимир Захаров
- Ассистенты: Татьяна Лытко, В. Гилярова, Светлана Гвиниашвили, Людмила Крутовская
- Монтаж: Наталии Степанцевой
- Директор картины: Любовь Бутырина